# Il gatto che leggeva alla rovescia
Il gatto che leggeva alla rovescia (titolo originale: The Cat Who Could Read Backwards) è il primo romanzo della serie Il gatto che... (The Cat Who...) della giallista americana Lilian Jackson Braun, pubblicato nel 1966.

## Trama
Jim Qwilleran (Qwill per gli amici) ritorna al giornalismo dopo un lungo periodo di inattività, dovuto ad un periodo difficile a seguito del divorzio e gravato dall'alcolismo. Percy, giovane direttore del Daily Fluxion, affida a Qwill la rubrica sul mondo dell'arte del giornale anche se in realtà questi è totalmente ignorante sull'argomento, per "controbilanciare" i problemi che il critico, George Mountclemens III, causa dopo ogni suo articolo. Per un caso Qwill affitta un appartamento proprio al piano terra dell'edificio dove vive Mountclemens, che vive in modo eremita, avendo come unico amico un gatto siamese, che Qwill chiama affettuosamente Koko. Tra il giornalista e il gatto nasce subito un'amicizia.
Presto Qwill capisce che il mondo dell'arte nella cittadina è pieno di invidie, rivalità e trucchi per accaparrarsi i migliori posti nelle gallerie che addirittura sfociano in una serie di delitti. Qwill, con l'aiuto del gatto Koko, che ha la straordinaria capacità di leggere alla rovescia, aiuterà la polizia a catturare i colpevoli.

## Edizioni italiane
- Il gatto che leggeva alla rovescia, traduzione di Lydia Lax, Collana Il Giallo Mondadori n.2192, Milano, Mondadori, febbraio 1991. - Collana I Classici del Giallo Mondadori, gennaio 2020. Uscito anche nel volume "Il gatto che ne ha messi 4 in una scatola", Collana Gli Speciali del Giallo Mondadori n.3, agosto 1994; pure ne "Quando il gatto ci mette la coda", Collana Gli Speciali del Giallo Mondadori n.27, marzo 2001.